# Pegomya dolosa
Pegomya dolosa är en tvåvingeart som beskrevs av Stein 1918. Pegomya dolosa ingår i släktet Pegomya och familjen blomsterflugor. Inga underarter finns listade i Catalogue of Life.